# Petrosia expansa
Petrosia expansa är en svampdjursart som först beskrevs av Thiele 1903.  Petrosia expansa ingår i släktet Petrosia och familjen Petrosiidae. Utöver nominatformen finns också underarten P. e. aruensis.